# Martijn Krabbé

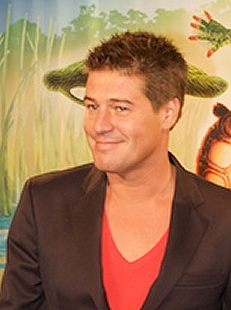
Martijn Krabbé 2010

Martijn Joop Krabbé (* 26. März 1968 in Amsterdam) ist ein niederländischer Rundfunk- und Fernsehmoderator.

## Karriere
Krabbé begann seine Karriere in den niederländischen Medien als 19-Jähriger in der niederländischen Fernsehsendung Popformule. Später moderierte er mehrere niederländische Fernsehprogramme, wie In Holland staat een huis und Idols. Er moderierte auch die niederländischen Versionen von The X Factor, Dancing on Ice und The Voice. Juni 2025 erhielt er den Media Oeuvre Award.

## Privates
Sein Vater ist der Schauspieler und Regisseur Jeroen Krabbé. Er war zweimal mit Amanda Beekman verheiratet; von 1995 bis 1999 und von 2005 bis 2014. Sie haben zwei Söhne und zwei Töchter. Martijn ist ein Neffe von Tim Krabbé.

## Shows
- Popformule (1987)
- Ministars (1991)
- Power Play (1992–1993)

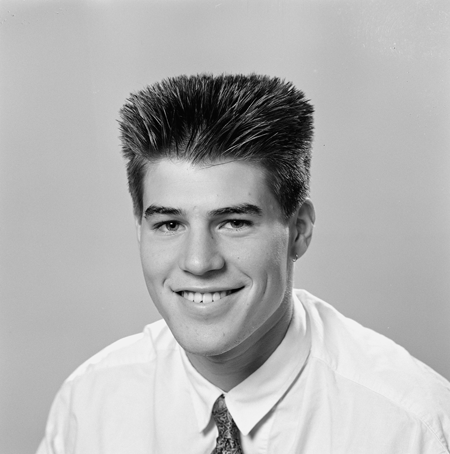
Martijn Krabbé 1988

- Postcode Loterij Recordshow (1995–1998)
- In Holland staat een Huis (1999–2006)
- In Holland ligt een Tuin (2001)
- Kiezen of Delen (2000–2001)
- Win een Sponsor (2000)
- Big Brother
- De perfecte partner
- Idols (2006–2008)
- Dancing on Ice  (2006–2007)
- Wie wordt de man van Froukje? (2007)
- Mijn Tent is Top Finale (2008, 2009)
- Wie is de Chef? (2008–2009)
- Uitstel van Executie (2008–2011)
- Postcode Loterij Wat Schat Je? (2008)
- The X Factor (2009–2013)
- Topchef (2009–2010)
- Topchef Vips (2009)
- De slimste (2009)
- The Voice of Holland (2010–heute)
- Hotel de Toekomst (2011–heute)
- Krabbé staat op Straat (2011–heute)
- The Voice Kids (2012–2021)